# Альжанов, Тлеубай Муканович
Тлеубай Муканович Альжанов (род. 1936) — казахский советский рабочий, депутат Верховного Совета СССР. Лауреат Государственной премии СССР.

## Биография
Родился в 1936 году. Казах. Член КПСС с 1956 года. Образование высшее — окончил Казахский горно-металлургический институт.
В 1959—1973 годах сменный мастер, начальник отделения, начальник цеха, заместитель главного инженера, директор Иртышского химико-металлургического завода Восточно-Казахстанской области. С 1973 года директор Чимкентского фосфорного завода им. 50-летия Октябрьской революции.
Депутат Совета Союза Верховного Совета СССР 9 созыва (1974—1979) от Чимкентского избирательного округа № 673 Чимкентской области. Член Комиссии по здравоохранению и социальному обеспечению Совета Союза.
На 1985 год — начальник Всесоюзного производственного объединения «Союзфосфор».